# بول أوين
باول أوين (9 يونيو 1969 في كندا - 10 يونيو 2020) هو لاعب كريكت كندي. لعب مع نادي مقاطعة غلوستر للكريكت ‏ ونادي مقاطعة بيدفوردشير للكريكت ‏.

## وصلات خارجية
- بول أوين على موقع إي آس بي آن كريك إنفو (الإنجليزية)